# Ostkanareneidechse

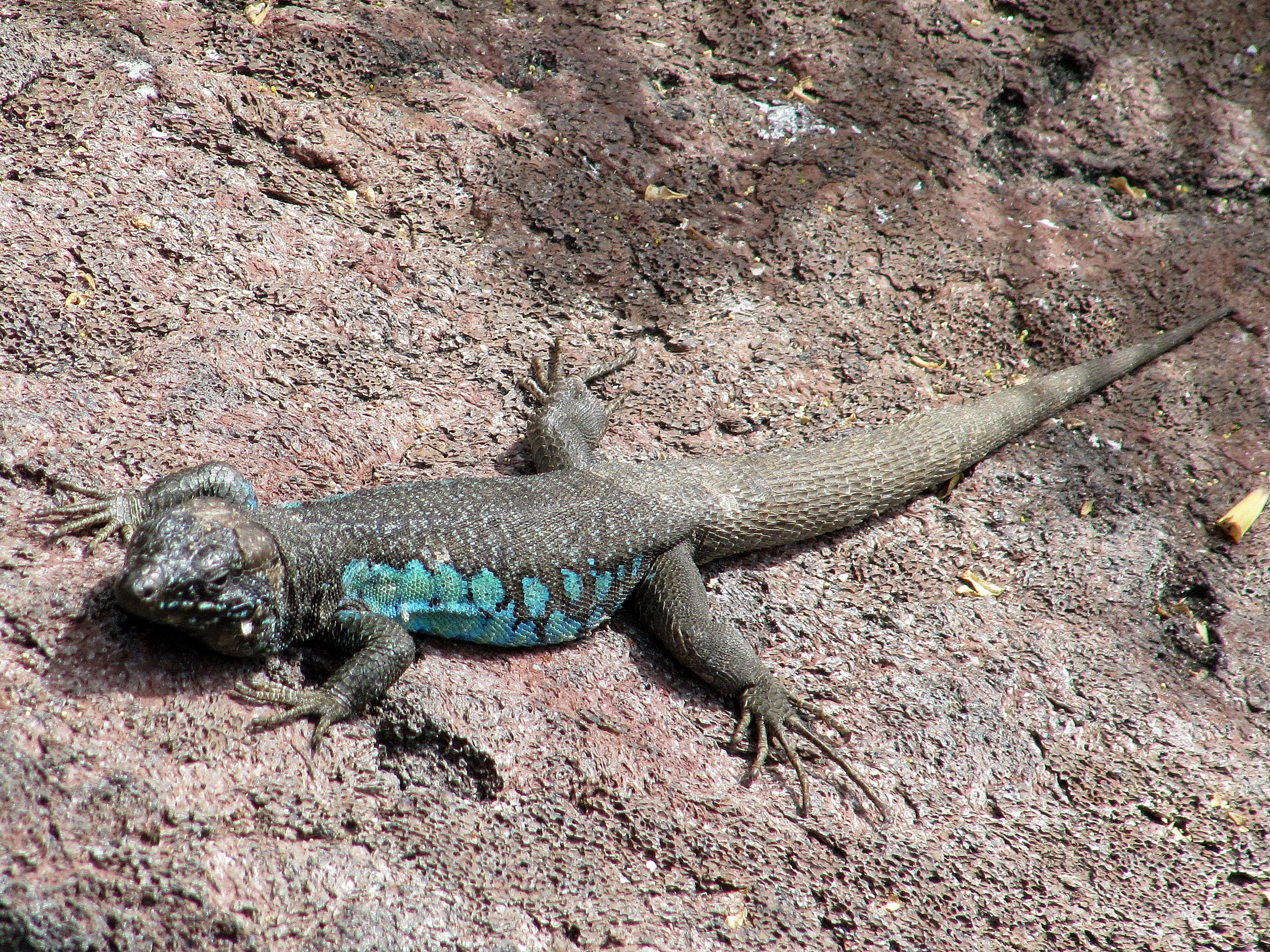
Gallotia atlantica subsp. atlantica von Lanzarote

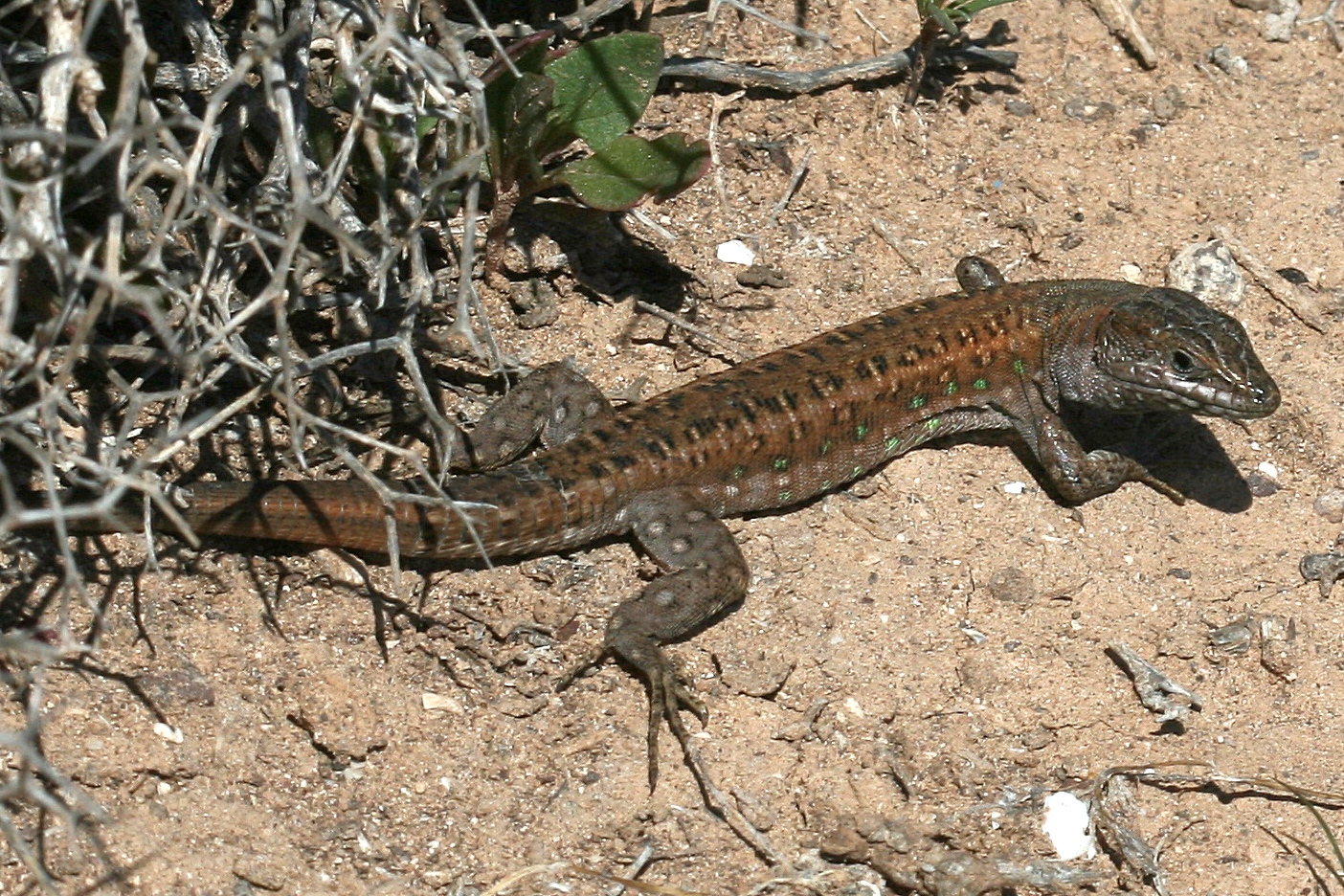
Gallotia atlantica subsp. mahoratae von Fuerteventura

Die Ostkanareneidechse (Gallotia atlantica), auch Atlantische Eidechse oder Purpurarien-Eidechse genannt, ist eine Eidechsenart aus der Familie Lacertidae.

## Merkmale
Die Ostkanareneidechse erreicht eine Gesamtlänge von 28,5 Zentimeter, womit sie innerhalb der Gattung Gallotia die kleinste Art ist. Die Männchen erreichen eine Kopf-Rumpf-Länge bis 10,8 Zentimeter, die Weibchen bleiben mit bis 7,3 Zentimeter etwas kleiner. Ihr Erscheinungsbild ist schlank. Der Kopf ist hoch und deutlich nach vorne zugespitzt. Die Rückenschuppen sind deutlich gekielt und groß. Das Halsband ist an seiner Hinterkante gesägt. Eine große Schläfenplatte (Massetericum) fehlt. Die Ostkanareneidechse ist sehr variabel gefärbt und gezeichnet. Die Oberseite ist bei Männchen und Weibchen grau- bis olivbraun oder auch fast schwarzbraun gefärbt. An der Grenze vom Rücken zu den Flanken ist auf beiden Seiten ein heller Längsstreifen vorhanden. Dieser wird insbesondere an seiner Innenseite von dunklen Flecken gesäumt. Auf dem Rücken und den Flanken sind oftmals feine und unregelmäßige dunkle Querflecken vorhanden, zwischen denen sich hellere, kleinere Flecken befinden. Alle erwachsenen Tiere weisen an ihren Flanken eine Reihe Flecken auf, die bläulich, grünlich oder türkisfarben sind. Diese sind meist rundlich und mittelgroß. Ihre Größe und Anzahl kann sehr unterschiedlich sein. So können sie klein bis sehr groß sein und auch miteinander verschmelzen, bis hin zu einem farbenprächtigen Längsband. 
Bei männlichen Tieren ist auf dem Rücken oft ein Metallschimmer vorhanden. Ihr Bauch ist cremefarben und so gut wie immer ohne Zeichnung. Bei Tieren mit sehr dunkler Oberseite ist der Bauch dagegen blaugrau gefärbt. Jungtiere haben eine dunkelbraune Grundfarbe und helle Längsstreifen. Ihr Schwanz ist heller als der restliche Körper. Bei Weibchen bleibt die helle Längsstreifung auch bei Erwachsenen erhalten während sie bei Männchen meist verschwindet.

## Systematik
Die Art wird unterteilt in 2 Unterarten:
- Gallotia atlantica subsp. atlantica: Diese Unterart kommt auf Lanzarote sowie den kleinen Inselchen Graciosa, Montaña Clara, Alegranza und Roque del Este vor.
- Gallotia atlantica subsp. mahoratae: Diese Unterart kommt auf Fuerteventura und Lobos vor. Auf Gran Canaria eingeschleppte Exemplare der Ostkanareneidechse gehen vermutlich auf Tiere von Fuerteventura zurück.

## Vorkommen
Die Ostkanareneidechse kommt von Meereshöhe bis in die höchsten Gebirgslagen ihres Verbreitungsgebietes vor. So ist sie auf Lanzarote auf dem Penas del Chache (671 Meter) und auf Fuerteventura auf dem Pico da la Zarza (807 Meter) anzutreffen. Die Art ist sehr anspruchslos was ihren Lebensraum angeht, daher sind Fuerteventura und Lanzarote auch fast flächendeckend besiedelt. Lediglich steinlose Salzsteppen, reine Sandstrände, große Geröllhalden ohne Vegetation und junge Lavafelder meidet die Ostkanareneidechse. An Stränden mit Muschelschalen sowie Geröll und in der Gezeitenzone auf den mit Queller bewachsenen Flächen ist sie aber durchaus anzutreffen. Hier ist eine ausreichende Deckung wichtig. An durch den Menschen geschaffenen Lebensräumen wie den Rändern von Orten, landwirtschaftlich genutzten Flächen und Müllhalden ist die Art sehr häufig.

## Lebensweise
Die Ostkanareneidechse ist das ganze Jahr über aktiv, eine Winterruhe wird nicht gehalten. Die Paarungszeit beginnt im März und erstreckt sich über mehrere Monate. Eier werden zwischen April und Juli abgelegt. Vermutlich setzt jedes Weibchen pro Saison zwei Gelege ab. Diese bestehen aus meist 3 Eiern (selten 1 bis 5). Die Eier sind 10 bis 15 Millimeter lang und 7 bis 9 Millimeter breit. Die Jungen schlüpfen nach 2 bis 3 Monaten.
Die Art ernährt sich vor allem pflanzlich, fängt aber auch Insekten. In Gefangenschaft wurde beobachtet, dass sie gerne kleine rohe Fleischstücke fressen. Fressfeinde der Ostkanareneidechse sind Turmfalke, Mäusebussard, Kolkrabe, Südlicher Raubwürger und Wiedehopf. Außerdem fressen Algerischer Igel (Atelerix algirus), Kanaren-Spitzmaus und streunende Hunde und Katzen die Tiere.

## Belege
- Dieter Glandt: Taschenlexikon der Amphibien und Reptilien Europas. Alle Arten von den Kanarischen Inseln bis zum Ural. Quelle & Meyer, Wiebelsheim 2010, ISBN 978-3-494-01470-8, S. 343–346.